# 帕羅爾 (馬里蘭州)
帕羅爾（英語：Parole）是位於美國馬里蘭州安妮阿倫德爾縣的一個普查規定居民點。

## 人口
根據2020年美國人口普查的數據，帕羅爾的面積為30.77平方千米，當中陸地面積為26.59平方千米，而水域面積為4.18平方千米。當地共有人口17877人，而人口密度為每平方千米580.99人。